# Otis Taylor
Otis Taylor, né le 30 juillet 1948 à Chicago, est un chanteur de blues et un musicien multi-instrumentiste dont les talents incluent la guitare, le banjo, la mandoline, l'harmonica. En 2001, il a reçu une bourse du Sundance Film Composers Laboratory.
En 2009, il a participé à la bande sonore du film Public Enemies avec le titre Ten Million Slaves issu de l'album Respect the Dead. Sa chanson Nasty letter est à la fois présente dans ce film et dans le générique de fin du film Shooter, tireur d'élite sorti en 2006.

## Biographie

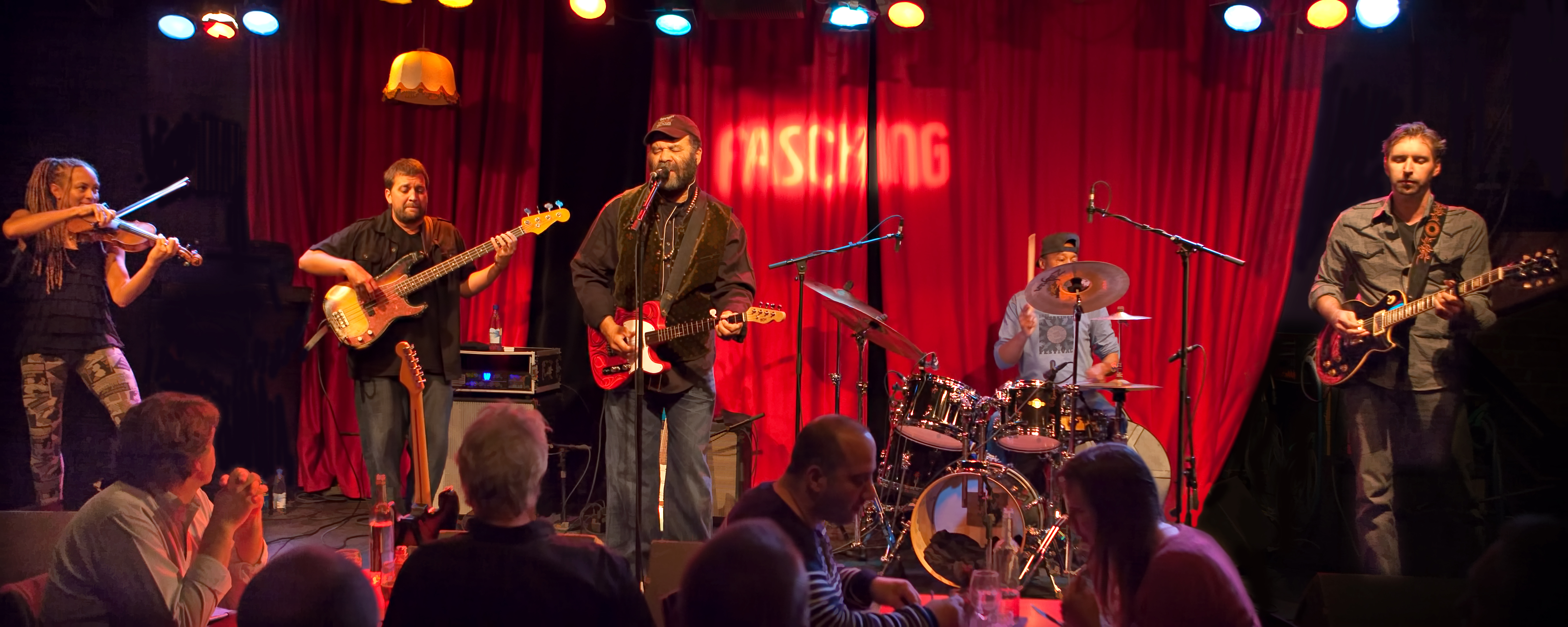
Otis Taylor Band à Stockholm 2012

Otis Taylor grandit à Denver (Colorado) en étudiant le banjo. Ses parents lui transmettent une culture jazz et rhythm’n’blues et après avoir appris que le banjo était à l'origine un instrument africain utilisé quasi exclusivement pour le Bluegrass, il se passionne pour le blues traditionnel et le folk, la guitare puis l’harmonica. Il fonde son premier groupe de blues puis se rend à Londres dans les années soixante, se produit dans des styles plus rock, et abandonne la musique en 1977 pour exercer d'autres activités, entre autres celle de brocanteur.
Otis Taylor revient à la musique en 1995, et enregistre dès lors neuf albums dans plusieurs maisons de disques. Comme tout bluesman, ses textes évoquent les dures réalités de la vie, en particulier celles de la communauté noire. Certains thèmes communs dans sa musique sont l'assassinat, le racisme, la pauvreté et le besoin de rédemption. À ce jour, Otis Taylor a été onze fois cité aux Blues Music Awards.
Les critiques du magazine Down Beat ont décerné le titre « CD Blues de l'année » à l'album Truth Is Not Fiction en 2002 et la même récompense aux albums Double V en 2005, Definition of a Circle en 2007, et Recapturing the Banjo en 2008.
L'album  Recapturing the banjo, considéré par Down Beat comme le meilleur album de la décennie dans sa catégorie, a été une tentative de renouer avec les véritables origines africaines du banjo.

## Discographie

### Albums
- Blue-Eyed Monster - 1995
- When Negroes Walked the Earth - 1997
- White African - 2001
- Respect the Dead - 2002
- Truth Is Not Fiction - 2003
- Double V - 2004
- Below The Fold - 2005
- Definition Of A Circle - 2007
- Recapturing the Banjo - 2008
- Pentatonic Wars and Love Songs - 2009
- Clovis People, Vol. 3 - 2010
- Contraband - 2012
- My World Is Gone - 2013
- Hey Joe Red Meat - 2015
- Fantasizing About Being Black - 2017

### Musique de film
- Shooter, tireur d'élite - Music from the Motion Picture (2007) - « Nasty Letter »
- Public Enemies soundtrack (2009) (les titres « Ten Million Slaves » extrait de Recapturing the Banjo et « Nasty Letter » de Truth is Not Fiction)

### Compilations
- Scramin' and Hollerin' the Blues, Shanachie, 2000
- Get the Blues, NARM, 2001
- The Future of the Blues, Northern Blues, 2002
- The Blues Foundation Presents Blues Greats, Blues Foundation, 2002
- Beyond Mississippi, Manteca, 2002
- Harley Davidson Roadhouse Blues, The Right Stuff 2002
- Roadhouse Blues, Capital, 2003
- Exile on Blues Street, Telarc International, 2003
- Blues Music Awards, The Blues Foundation, 2007

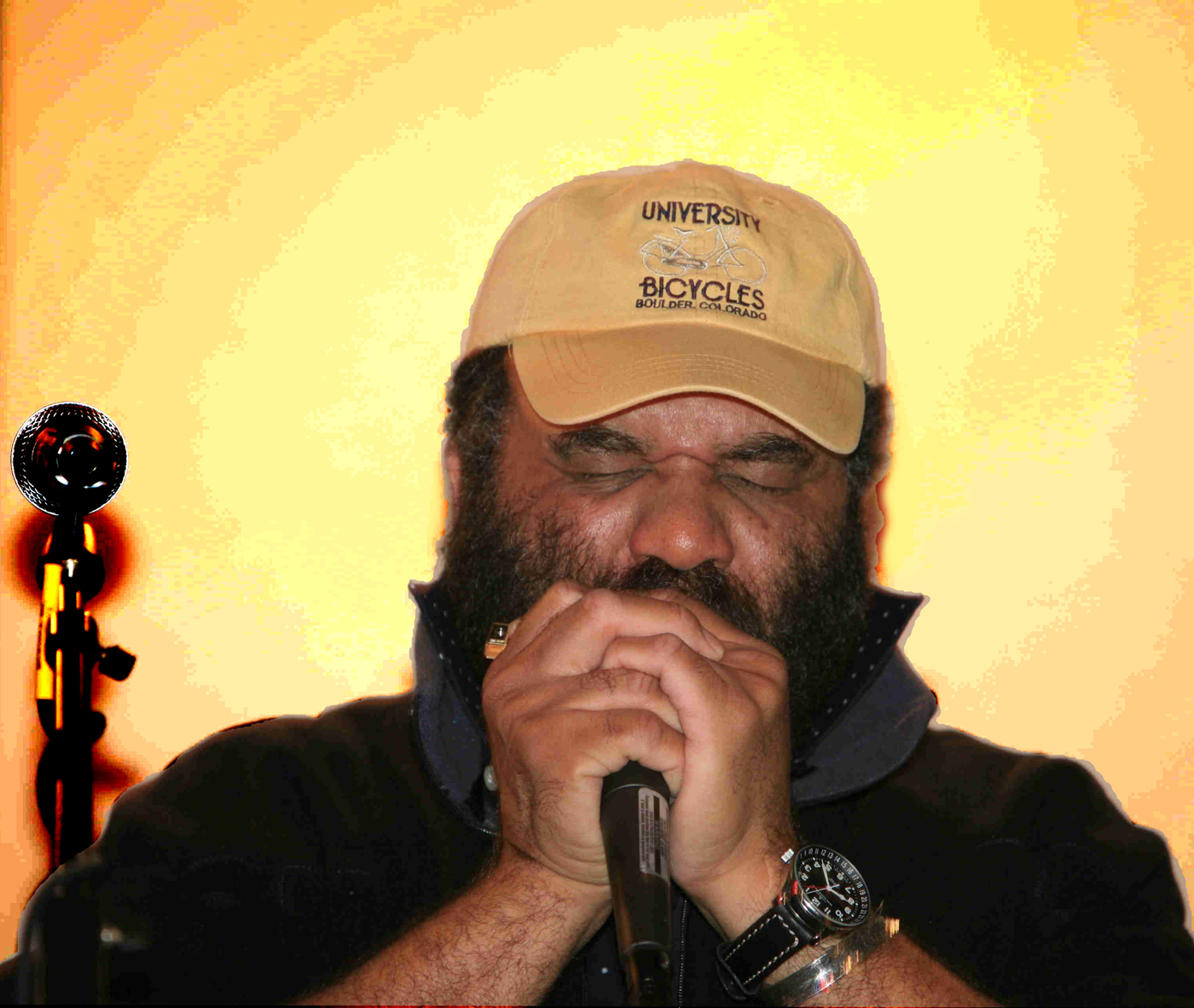
Otis Taylor à San Diego en 2006
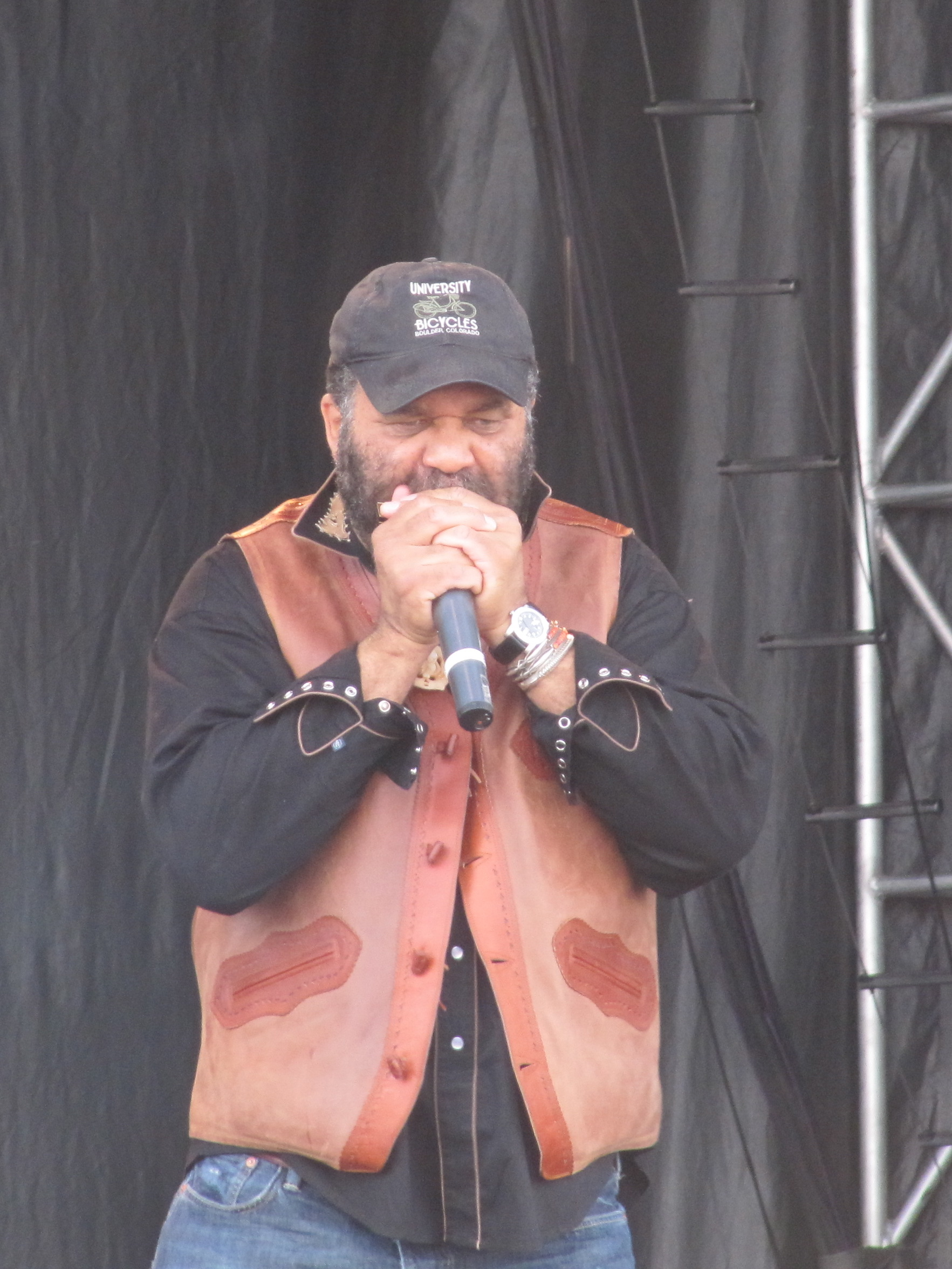
À Ottawa Bluesfest en 2009
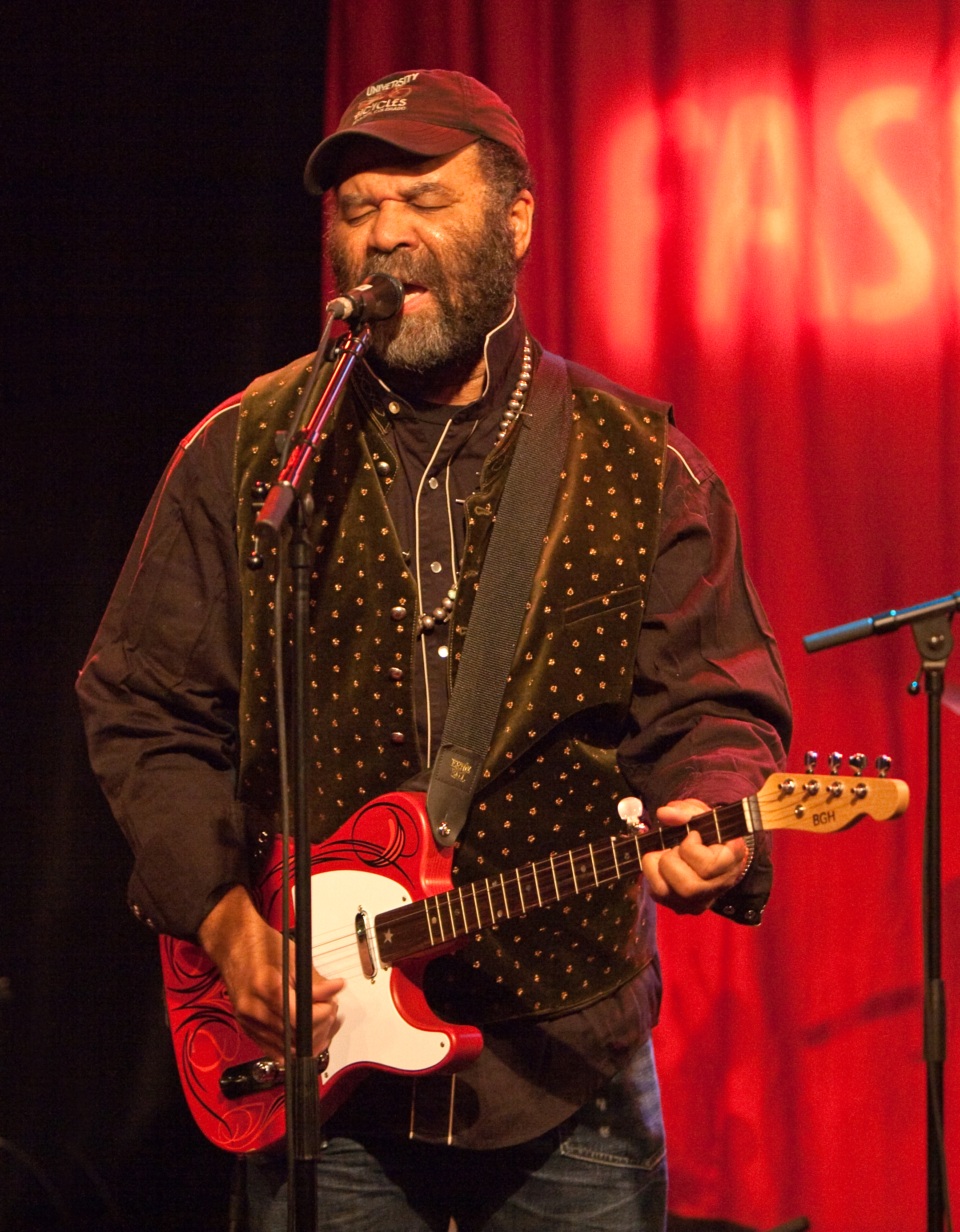
Otis Taylor à Stockholm en 2012
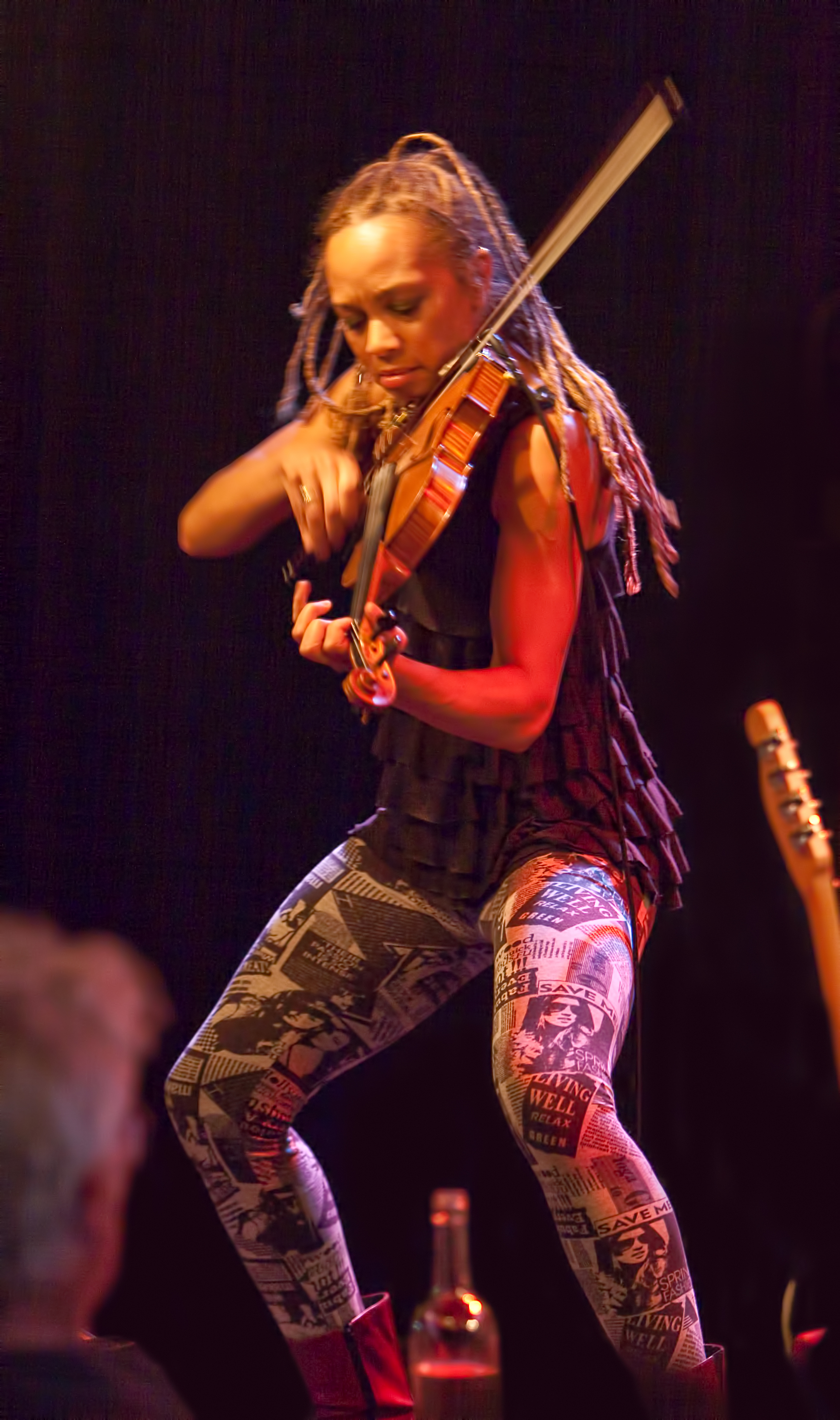
Anne Harris, Otis Taylor Band, à Stockholm 2012
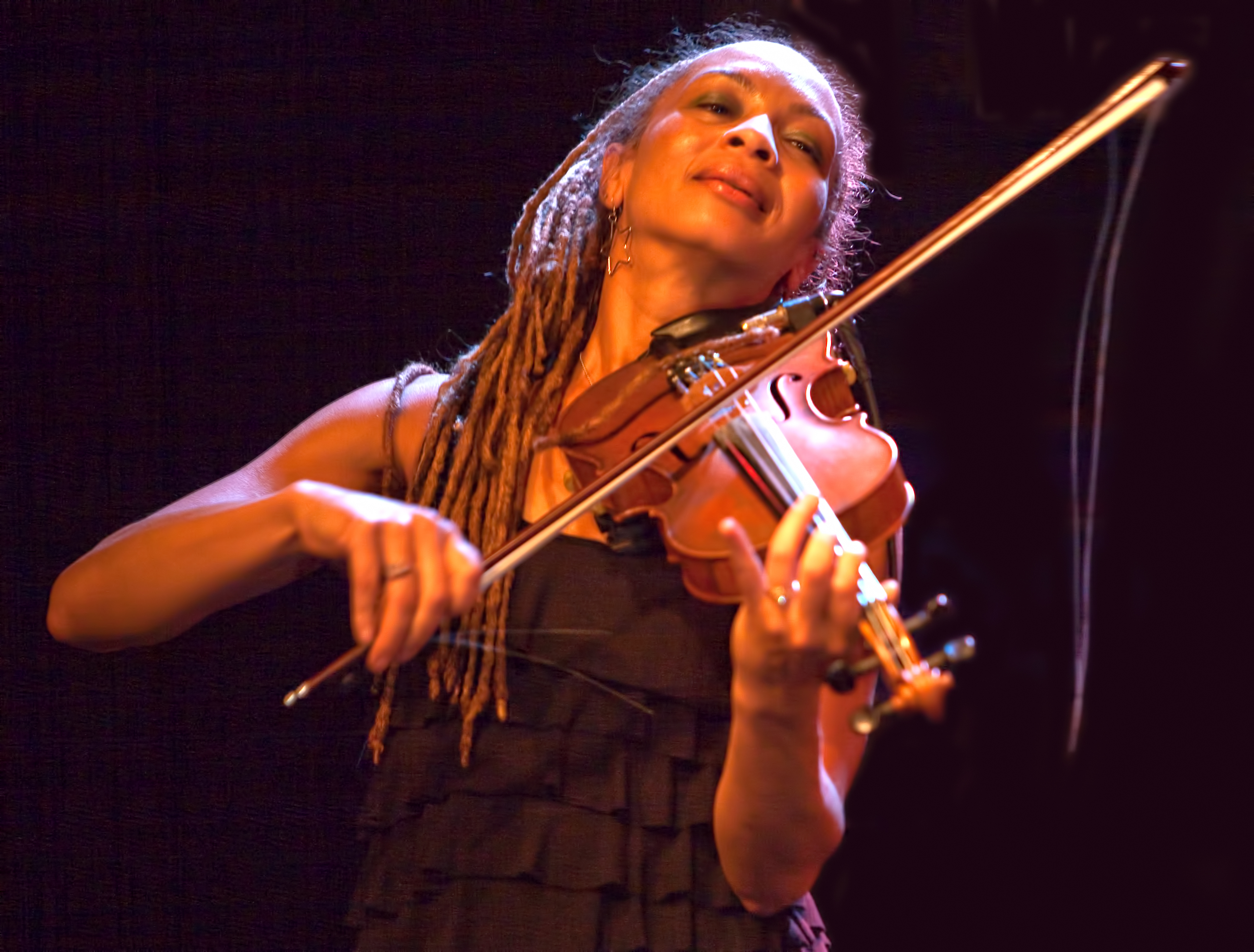
Anne Harris, Otis Taylor Band, à Stockholm 2012
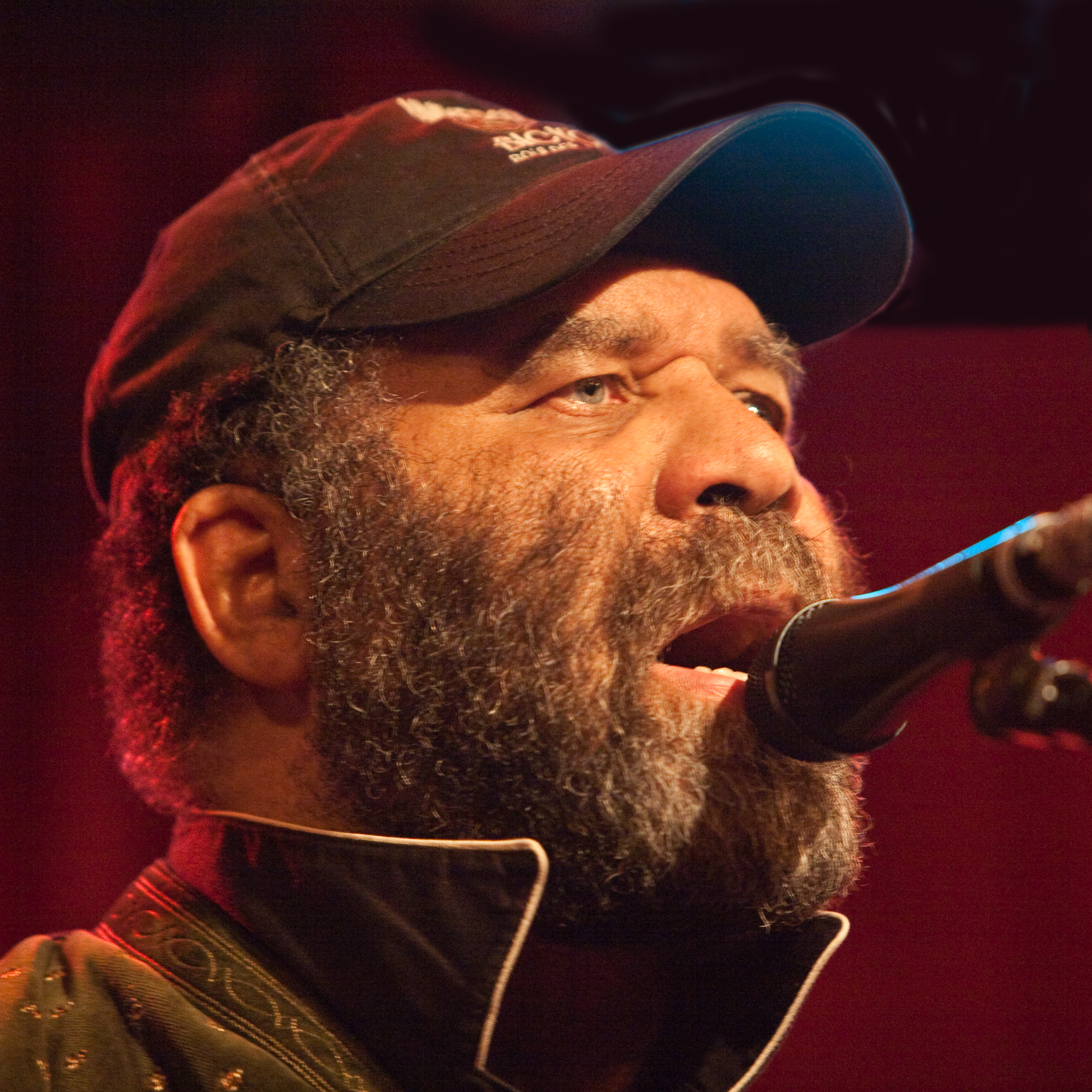
Otis Taylor à Stockholm en 2012

### Crédits
- (en) Cet article est partiellement ou en totalité issu de l’article de Wikipédia en anglais intitulé « Otis Taylor » (voir la liste des auteurs).